# Луїджі Бертоліні
Луїджі Бертоліні (італ. Luigi Bertolini, * 13 вересня 1904, Бузалла — † 11 лютого 1977, Турин) — колишній італійський футболіст, півзахисник. По завершенні ігрової кар'єри — футбольний тренер.
Як гравець насамперед відомий виступами за клуби «Алессандрія» та «Ювентус», а також національну збірну Італії.
Чотириразовий чемпіон Італії. У складі збірної — чемпіон світу. 

## Клубна кар'єра
Вихованець футбольної школи клубу «Савона».
У дорослому футболі дебютував 1927 року виступами за команду клубу «Алессандрія», в якій провів чотири сезони, взявши участь у 117 матчах чемпіонату.  Більшість часу, проведеного у складі «Алессандрії», був основним гравцем команди.
Своєю грою за цю команду привернув увагу представників тренерського штабу клубу «Ювентус», до складу якого приєднався 1931 року. Відіграв за «стару синьйору» наступні шість сезонів своєї ігрової кар'єри. Граючи у складі «Ювентуса» також здебільшого виходив на поле в основному складі команди. За цей час чотири рази виборював титул чемпіона Італії.
Завершив професійну ігрову кар'єру у нижчоліговому клубі «Рапалло», за команду якого виступав протягом 1937—1940 років.

## Виступи за збірну
1929 року дебютував в офіційних матчах у складі національної збірної Італії. Протягом кар'єри у національній команді, яка тривала 7 років, провів у формі головної команди країни 26 матчів. 
У складі збірної був учасником домашнього для італійців чемпіонату світу 1934 року, на якому здобув разом з командою титул чемпіонів світу.

## Кар'єра тренера
Розпочав тренерську кар'єру, повернувшись до футболу після невеликої перерви, 1946 року, очоливши тренерський штаб нижчолігового клубу «Ачиреале».
Згодом очолював команди клубів «Реджина» та «Ювентус».
Останнім місцем тренерської роботи був клуб «Брешія», команду якого Луїджі Бертоліні очолював як головний тренер 1952 року.
| Дата       | Місто     | Господарі  | Результат  | Гості          | Турнір                   | Голи | Примітки       |
| ---------- | --------- | ---------- | ---------- | -------------- | ------------------------ | ---- | -------------- |
| 01/12/1929 | Мілан     | Італія     | 6 – 1      | Португалія     | товариський матч         | -    |                |
| 22/02/1931 | Мілан     | Італія     | 2 – 1      | Австрія        | Кубок Центральної Європи | -    |                |
| 29/03/1931 | Берн      | Швейцарія  | 1 – 1      | Італія         | Кубок Центральної Європи | -    |                |
| 12/04/1931 | Порту     | Португалія | 0 – 2      | Італія         | товариський матч         | -    |                |
| 19/04/1931 | Більбао   | Іспанія    | 0 – 0      | Італія         | товариський матч         | -    |                |
| 20/05/1931 | Рим       | Італія     | 3 – 0      | Шотландія      | товариський матч         | -    |                |
| 13/12/1931 | Турин     | Італія     | 3 – 2      | Угорщина       | Кубок Центральної Європи | -    |                |
| 20/03/1932 | Відень    | Австрія    | 2 – 1      | Італія         | Кубок Центральної Європи | -    |                |
| 10/04/1932 | Париж     | Франція    | 1 – 2      | Італія         | товариський матч         | -    |                |
| 08/05/1932 | Будапешт  | Угорщина   | 1 – 1      | Італія         | Кубок Центральної Європи | -    |                |
| 27/11/1932 | Мілан     | Італія     | 4 – 2      | Угорщина       | товариський матч         | -    |                |
| 01/01/1933 | Болонья   | Італія     | 3 – 1      | Німеччина      | товариський матч         | -    |                |
| 12/02/1933 | Брюссель  | Бельгія    | 2 – 3      | Італія         | товариський матч         | -    |                |
| 02/04/1933 | Женева    | Швейцарія  | 0 – 3      | Італія         | Кубок Центральної Європи | -    |                |
| 07/05/1933 | Флоренція | Італія     | 2 – 0      | Чехословаччина | Кубок Центральної Європи | -    |                |
| 13/05/1933 | Рим       | Італія     | 1 – 1      | Англія         | товариський матч         | -    |                |
| 22/10/1933 | Будапешт  | Угорщина   | 0 – 1      | Італія         | Кубок Центральної Європи | -    |                |
| 03/12/1933 | Флоренція | Італія     | 5 – 2      | Швейцарія      | Кубок Центральної Європи | -    |                |
| 11/02/1934 | Турин     | Італія     | 2 – 4      | Австрія        | Кубок Центральної Європи | -    |                |
| 25/03/1934 | Мілан     | Італія     | 4 – 0      | Греція         | Відбір до ЧС 1934        | -    |                |
| 27/05/1934 | Рим       | Італія     | 7 – 1      | США            | ЧС 1934 - 1/8 фіналу     | -    |                |
| 31/05/1934 | Флоренція | Італія     | 1 – 1 д.ч. | Іспанія        | ЧС 1934 - чвертьфінал    | -    |                |
| 01/06/1934 | Флоренція | Італія     | 1 – 0      | Іспанія        | ЧС 1934 - чвертьфінал    | -    |                |
| 03/06/1934 | Мілан     | Італія     | 1 – 0      | Австрія        | ЧС 1934 - півфінал       | -    |                |
| 10/06/1934 | Рим       | Італія     | 2 – 1 д.ч. | Чехословаччина | ЧС 1934 - Фінал          | -    | Чемпіони світу |
| 14/11/1934 | Лондон    | Англія     | 3 – 2      | Італія         | товариський матч         | -    |                |
| 09/12/1934 | Мілан     | Італія     | 4 – 2      | Угорщина       | товариський матч         | -    |                |
| 24/11/1935 | Мілан     | Італія     | 2 – 2      | Угорщина       | Кубок Центральної Європи | -    |                |
| Усього     |           | Матчів     | 26         |                | Голів                    | 0    |                |

### Статистика виступів у кубку Мітропи
| №                      | Розіграш               | Стадія                 | Дата та місце проведення | Команда 1              | Рахунок                                            | Команда 2           | Голи та інші дії |
| ---------------------- | ---------------------- | ---------------------- | ------------------------ | ---------------------- | -------------------------------------------------- | ------------------- | ---------------- |
| 1                      | 1931                   | 1/4                    | 12.07.1931, Турин        | Ювентус                | 2:1 [Архівовано 20 жовтня 2020 у Wayback Machine.] | Спарта (Прага)      |                  |
| 2                      | 1931                   | 1/4                    | 22.07.1931, Прага        | Спарта (Прага)         | 1:0 [Архівовано 21 жовтня 2020 у Wayback Machine.] | Ювентус             |                  |
| 3                      | 1931                   | 1/4 перегр.            | 2.09.1931, Відень        | Спарта (Прага)         | 3:2 [Архівовано 10 серпня 2020 у Wayback Machine.] | Ювентус             |                  |
| 4                      | 1932                   | 1/4                    | 25.06.1932, Турин        | Ювентус                | 4:0 [Архівовано 4 травня 2021 у Wayback Machine.]  | Ференцварош         |                  |
| 5                      | 1932                   | 1/4                    | 03.07.1932, Будапешт     | Ференцварош            | 3:3 [Архівовано 4 травня 2021 у Wayback Machine.]  | Ювентус             |                  |
| 6                      | 1932                   | 1/2                    | 6.07.1932, Прага         | Славія (Прага)         | 4:0 [Архівовано 4 травня 2021 у Wayback Machine.]  | Ювентус             |                  |
| 7                      | 1932                   | 1/2                    | 10.07.1932, Турин        | Ювентус                | 2:0 [Архівовано 17 жовтня 2020 у Wayback Machine.] | Славія (Прага)      |                  |
| 8                      | 1933                   | 1/4                    | 22.06.1933, Будапешт     | Уйпешт                 | 2:4 [Архівовано 3 грудня 2020 у Wayback Machine.]  | Ювентус             |                  |
| 9                      | 1933                   | 1/4                    | 29.06.1933, Турин        | Ювентус                | 6:2 [Архівовано 4 травня 2021 у Wayback Machine.]  | Уйпешт              |                  |
| 10                     | 1933                   | 1/2                    | 09.07.1933, Відень       | Аустрія (Відень)       | 3:0 [Архівовано 4 травня 2021 у Wayback Machine.]  | Ювентус             |                  |
| 11                     | 1933                   | 1/2                    | 16.07.1933, Турин        | Ювентус                | 1:1 [Архівовано 4 травня 2021 у Wayback Machine.]  | Аустрія (Відень)    |                  |
| 12                     | 1934                   | 1/8                    | 17.06.1934, Турин        | Ювентус                | 4:2 [Архівовано 15 квітня 2021 у Wayback Machine.] | Тепліцер            |                  |
| 13                     | 1934                   | 1/8                    | 24.06.1934, Тепліце      | Тепліцер               | 0:1 [Архівовано 16 квітня 2021 у Wayback Machine.] | Ювентус             |                  |
| 14                     | 1934                   | 1/4                    | 08.07.1934, Турин        | Ювентус                | 1:1 [Архівовано 1 травня 2021 у Wayback Machine.]  | Уйпешт              |                  |
| 15                     | 1934                   | 1/2                    | 25.07.1934, Відень       | Адміра (Відень)        | 3:1 [Архівовано 4 травня 2021 у Wayback Machine.]  | Ювентус             |                  |
| 16                     | 1934                   | 1/2                    | 29.07.1934, Генуя        | Ювентус                | 2:1 [Архівовано 18 жовтня 2020 у Wayback Machine.] | Адміра (Відень)     |                  |
| 17                     | 1935                   | 1/8                    | 16.06.1935, Плзень       | Вікторія (Пльзень)     | 3:3 [Архівовано 15 жовтня 2020 у Wayback Machine.] | Ювентус             |                  |
| 18                     | 1935                   | 1/8                    | 23.06.1935, Турин        | Ювентус                | 5:1 [Архівовано 13 жовтня 2020 у Wayback Machine.] | Вікторія (Пльзень)  |                  |
| 19                     | 1935                   | 1/4                    | 30.06.1935, Будапешт     | Хунгарія (Будапешт)    | 1:3 [Архівовано 4 травня 2021 у Wayback Machine.]  | Ювентус             |                  |
| 20                     | 1935                   | 1/4                    | 6.07.1935, Турин         | Ювентус                | 1:1 [Архівовано 4 травня 2021 у Wayback Machine.]  | Хунгарія (Будапешт) |                  |
| 21                     | 1935                   | 1/2                    | 16.07.1935, Прага        | Спарта (Прага)         | 2:0 [Архівовано 4 травня 2021 у Wayback Machine.]  | Ювентус             |                  |
| 22                     | 1935                   | 1/2                    | 21.07.1935, Турин        | Ювентус                | 3:1 [Архівовано 4 травня 2021 у Wayback Machine.]  | Спарта (Прага)      |                  |
| 23                     | 1935                   | 1/2, перегр.           | 28.07.1935, Базель       | Спарта (Прага)         | 5:1 [Архівовано 13 жовтня 2020 у Wayback Machine.] | Ювентус             |                  |
| Всього у кубку Мітропи | Всього у кубку Мітропи | Всього у кубку Мітропи | Всього у кубку Мітропи   | Всього у кубку Мітропи | 23                                                 |                     | 0                |

## Титули і досягнення
- Чемпіон Італії (4):

«Ювентус»:  1931–32, 1932–33, 1933–34, 1934–35
- Володар Кубка КОНІ (1):

«Алессандрія»: 1927
- Чемпіон світу (1):

1934